# Stenosoma raquelae
Stenosoma raquelae es una especie de crustáceo isópodo marino de la familia Idoteidae.

## Distribución geográfica
Se distribuye por el mar de Alborán y la zona del estrecho de Gibraltar.